# Legendary Hearts
Legendary Hearts — двенадцатый сольный студийный альбом американского музыканта Лу Рида, выпущенный в марте 1983 года. 

## Список композиций
Слова и музыка всех песен — Лу Рид.
| №  | Название                      | Длительность |
| -- | ----------------------------- | ------------ |
| 1. | «Legendary Hearts»            | 3:23         |
| 2. | «Don't Talk to Me About Work» | 2:07         |
| 3. | «Make Up Mind»                | 2:48         |
| 4. | «Martial Law»                 | 3:53         |
| 5. | «The Last Shot»               | 3:22         |
| 6. | «Turn Out the Light»          | 2:45         |

| №                   | Название            | Длительность |
| ------------------- | ------------------- | ------------ |
| 7.                  | «Pow Wow»           | 2:30         |
| 8.                  | «Betrayed»          | 3:10         |
| 9.                  | «Bottoming Out»     | 3:40         |
| 10.                 | «Home of the Brave» | 6:49         |
| 11.                 | «Rooftop Garden»    | 3:04         |
| Общая длительность: | Общая длительность: | 38:10        |

## Участники записи
- Лу Рид ― вокал, гитара
- Роберт Куайн — гитара
- Фред Махер ― ударные
- Фернандо Сондерс ― бас-гитара

## Чарты
| Чарт                               | Пиковая позиция |
| ---------------------------------- | --------------- |
| French Albums (SNEP)               | 67              |
| Swedish Albums (Sverigetopplistan) | 36              |
| US Billboard 200                   | 159             |